# Особняк Токаревой
Особняк Токаревой («теремок Токаревой», «резной домик Токаревой») — памятник градостроительства и архитектуры местного (краевого) значения, расположенный в центральной части города Перми. Особняк находится на углу Пермской улицы и Комсомольского проспекта (бывшая Кунгурская улица), по адресу улица Пермская, дом 67.

## Архитектура
Особняк представляет собой отдельно стоящее деревянное одноэтажное здание чуть более трёх метров высотой, построенное в конце XIX — начале XX веков в стиле русского модерна и являющееся произведением русского деревянного зодчества. Автор проекта здания неизвестен. Особняк Токаревой рассматривается как образец одного из направлений архитектуры — русского стиля. Особняк является примером ропетовской архитектуры.
Из-за того, что особняк оформлен богатой резьбой, его также именуют «теремком Токаревой» или «резным домиком Токаревой». В цветовой гамме особняка присутствует три цвета: в основной части здания доминируют зелёный и белый цвета, а крыша и фундамент выполнены в красных тонах. Фундамент здания сложен из бутового камня.

## История
В Государственном архиве есть сведения о том, что «20-21/VI 1883 года А. И. Токарева дает заявку о постройке комнаты и теплого крыльца вместо холодного к существующему деревянному на каменном фундаменте дому по Пермской, 67».
В 1911 году дом принадлежал Клавдии Афанасьевне Токаревой. К 1985 году особняк отреставрировали. Удобное расположение красивого дома в центре Перми сделало его привлекательным для сдачи в наем уважаемым людям Перми. В начале XX века в доме Токаревой снимали квартиру: врач Пермского губернского земства, учительница музыки, швея, аптекарский ученик.
До 1993 года здание использовалось как жилое, была проведена реставрация дома.

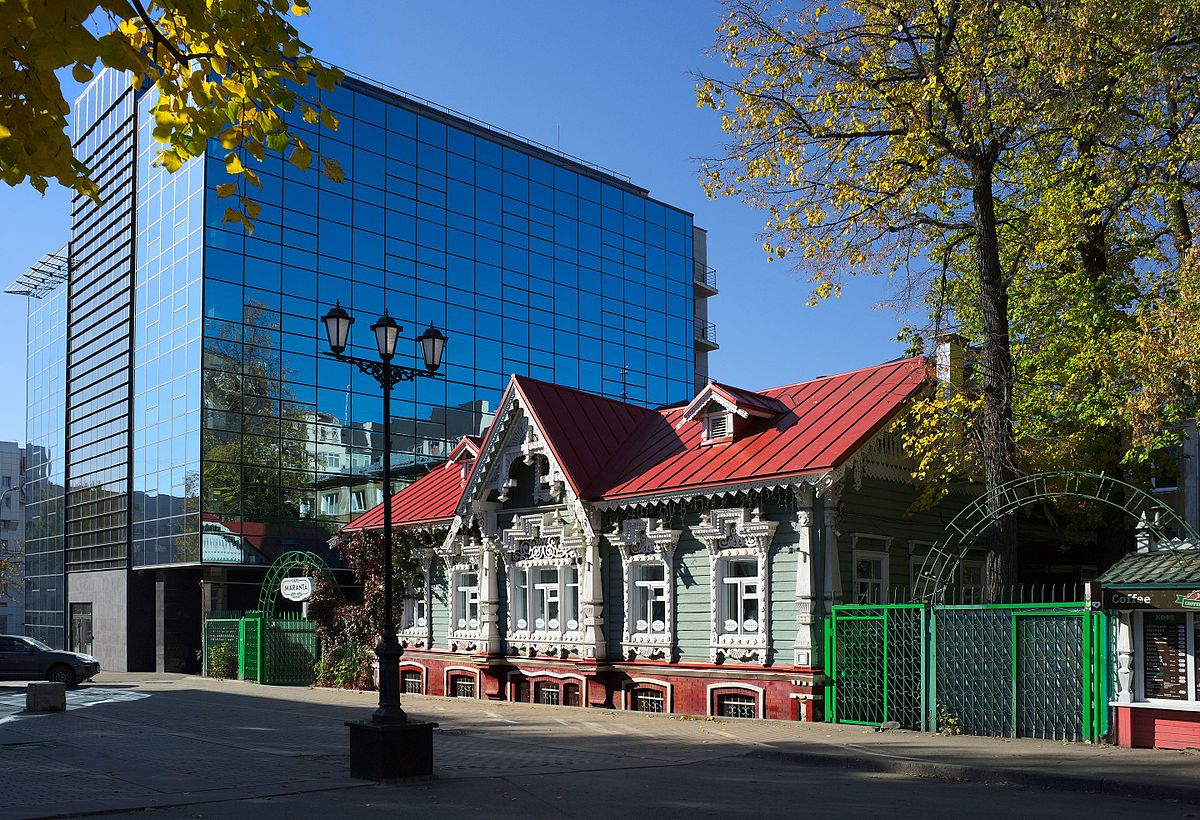
Особняк Токаревой в сентябре 2016 года

В начале 2000-х годов памятнику архитектуры был нанесён существенный урон в результате возведения Строительно-Монтажным Трестом № 14 нового здания, неподалёку от особняка Токаревой. В связи с нарушением технологической дисциплины при строительстве нового объекта, в памятнике архитектуры появились трещины на потолках, была повреждена наружная покраска, а просачивание воды из траншеи явилось причиной набухания и подмыва фундамента особняка.
Во второй половине 2000-х годов председателем пермской организации Союза архитекторов России и членом градостроительного совета Сергеем Шамариным был разработан план строительства нового семиэтажного офисного здания в виде прозрачного куба на углу Пермской улицы и Комсомольского проспекта, в непосредственной близости от особняка Токаревой. По замыслу архитектора новое здание офисного центра и особняк конца XIX — начала XX века должны смотреться рядом по принципу контрастности архитектурных стилей.
На данный момент здание принадлежит частным лицам, его занимает кафе. С 1997 года в здании находился Научно-производственное объединение «Феникс-К»; также располагался офис Пермского завода упаковочных материалов «Феникс».